# East Greenwich (Rhode Island)
East Greenwich è una città degli Stati Uniti d'America, nella Contea di Kent, nello Stato del Rhode Island.
La popolazione era di 12.948 abitanti nel censimento del 2000.